# Piotrowice (powiat Otwocki)
Piotrowice is een dorp in de Poolse woiwodschap Mazovië. De plaats maakt deel uit van de gemeente Karczew en telt 352 inwoners.